# Jedenáctiúhelník

pravidelný jedenáctiúhelník.

Jedenáctiúhelník (cizím slovem hendekagon či undekagon) je rovinný geometrický útvar, mnohoúhelník s jedenácti vrcholy a jedenácti stranami.
Součet velikostí vnitřních úhlů konvexního jedenáctiúhelníku je přesně 1620° (9π).
Pravidelný jedenáctiúhelník lze složit z jedenácti shodných rovnoramenných trojúhelníků, jejichž úhly při základně mají velikost {\displaystyle {\frac {9\pi }{22}}} a při vrcholu {\displaystyle {\frac {2\pi }{11}}}.

## Parametry
Pro pravidelný jedenáctiúhelník platí vzorce:
- obvod: {\displaystyle o=11\cdot a}
- obsah: {\displaystyle S={\frac {11}{4}}a^{2}\cot {\frac {\pi }{11}}={\frac {11a^{2}}{4\tan {\frac {180}{11}}}}\simeq 9.36564a^{2}}

## Konstrukce jedenáctiúhelníku
Pravidelný jedenáctiúhelník není možné sestrojit pouze za pomocí pravítka a kružítka. Ale dá se tímto způsobem sestrojit přibližný jedenáctiúhelník. Chyba je ovšem zanedbatelná, řádově desetina procenta. Rozhodně je menší, než nepřesnost praktické konstrukce.

### Jiná konstrukce
Průměr AX rozdělte na tolik částí kolik vrcholů má mnohoúhelník mít. Protnutím polokružnice o poloměru AX se středem v bodech A a X vzniknou body Y a Z. Spojnice těchto bodů a každého druhého dílčího bodu protnou opsanou kružnici, čímž vzniknou vrcholy požadovaného pravidelného mnohoúhelníku.

## Zajímavosti

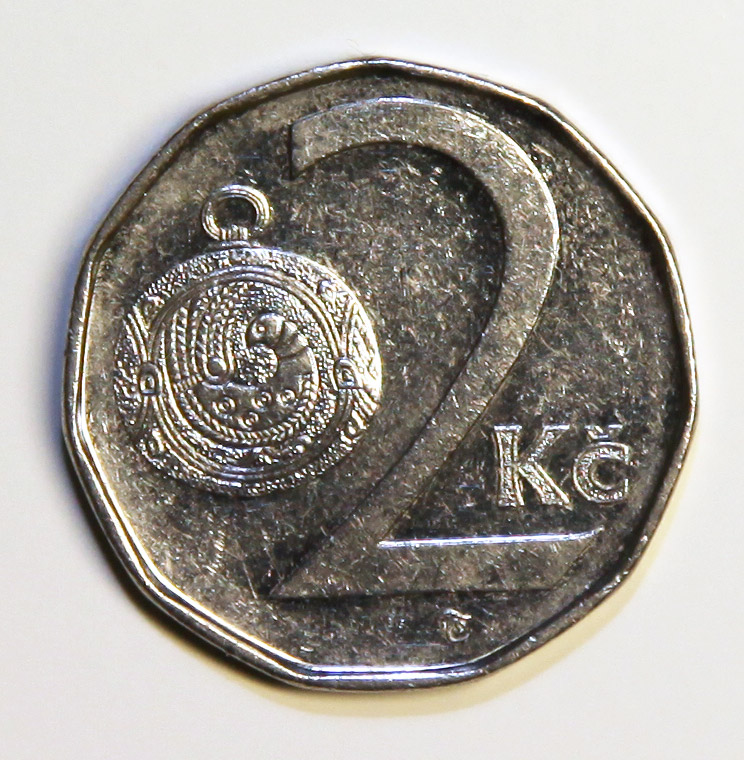
Mince 2 koruny české

Tvar jedenáctiúhelníku má i česká dvoukoruna (další česká hranatá mince, 20 Kč, odpovídá třináctiúhelníku).